# Боннер, Деванна
Деванна Боннер (англ. DeWanna Bonner; род. 21 августа 1987 года, Фэрфилд, штат Алабама, США) — американская профессиональная баскетболистка, выступающая в женской национальной баскетбольной ассоциации за команду «Финикс Меркури», которой была выбрана на драфте ВНБА 2009 года в первом раунде под общим пятым номером. Играет на позиции лёгкого форварда.

## Карьера
Родилась 21 августа 1987 года, в семье Лашелл Боннер и Грегори Маккола, у неё есть две сестры и брат Джастин Макколл.

### Старшая школа
Боннер училась в средней школе в Фэрфилд, штат Алабама. Она была отобрана Макдональдсом и WBCA All-American для участия в All-America Games. Упомянута USA Today как одна из 25 лучших новобранцев страны в течение лета 2005 года.

### Колледж
Боннер поступила в Университет Оберна на факультет психологии. Она набирала больше 10 очков в 22 играх в сезоне 2005-06 и была лучшей в составе Тигров с 13,5 очками за игру, благодаря чему, впервые с сезона 1980-81, первокурсник привел команду к победе в чемпионате.
В итоге Боннер стала одним из самых лучших игроков в истории университета. Она закончила свою карьеру лучшей по набранным очкам (2162), второй по подборам (1047), шестой по блок-шотам, седьмой по перехватам, первой по штрафным броскам.

### ЖНБА
Деванна была выбрана под пятым общим номером на драфте 2009 года. В своем первом сезоне, со статистикой в 26 минут на площадке и 16 очков в среднем за матч, стала чемпионкой ЖНБА и лучшим шестым игроком ЖНБА. В следующих сезонах становилась лучшим шестым игроком ЖНБА два раза подряд.

### Европа
Играла за чешский «Брно», а также испанские «Авениду» и «Ривас Экополис». Участница Матча звёзд Евролиги 2011, где сыграла за сборную мира 17 минут (8 очков, 7 подборов, 2 передачи).

## Достижения
- Чемпион мира среди молодёжных команд: 2007
- Чемпион Америки среди молодёжных команд: 2006
- Чемпион WNBA: 2009, 2014
- Чемпион Чехии: 2010
- Серебряный призёр чемпионата Испании: 2012
- Серебряный призёр чемпионата России: 2014, 2015, 2016
- Бронзовый призёр чемпионата России: 2013
- Обладатель кубка Испании: 2011, 2012

## Личная жизнь
Осенью 2016 года сыграла свадьбу с баскетболисткой Кэндис Дюпри, которая на тот момент также выступала за «Финикс Меркури». После рождения Боннер близнецов пара рассталась.
В 2024 году состоялась помолвка Боннер со своей нынешней одноклубницей Алиссой Томас.